# Instituut voor Gebaren, Taal & Dovenstudies
Das Instituut Gebaren, Taal en Dovenstudies (IGT&D) ist ein Bildungsinstitut der Hogeschool Utrecht und befindet sich im Utrecht Science Park. Es wurde 1997 als opleiding Leraar/Tolk für Nederlandse Gebarentaal (NGT) gegründet und später in Instituut Gebaren, Taal en Dovenstudies (IGT&D) umbenannt. Die Ausbildung ersetzte einen zuvor eingestellten Berufsausbildungskurs in Bunnik, nachdem sich die Gehörlosengemeinschaft über das niedrige Ausbildungsniveau der Gebärdensprachdolmetscher beschwert hatte. Von September 2007 bis 2019 ist Beppie van den Bogaerde Dozentin für Deaf Studies.

## Entstehen
Sam Pattipeiluhu, ein postlingual gehörloser Bildungspsychologe, war im Jahr 1993 an der Einrichtung des Programms beteiligt, erlebte dies jedoch nicht mehr. Zum Zeitpunkt der Vorbereitungen wurde in einem Bericht aus dem Jahr 1996 der Bedarf der Gehörlosengemeinschaft an Gebärdensprachdolmetschern mit höherer Berufsausbildung anerkannt. Im Jahr 1997 begann ein Pilotjahr, auf dessen Grundlage im Jahr 1998 ein endgültiger Lehrplan erstellt wurde. Das Institut war Teil des Seminarium van Orthopedagogiek (SvO), einer Fakultät der Fachhochschule Utrecht. Nach der Aufhebung der Fakultäten am 1. Februar 2017 wurden diese wie andere Institute auch eigenständig weitergeführt.
Bei der Umbenennung des Studiengangs kam es zu Beanstandungen, dass der Begriff „Gebarentaal“ durch „Gebaren, Taal“ ersetzt wurde, da dies nicht ausreichend zum Ausdruck bringe, dass es sich bei der Gebärdensprache um eine Sprache handele. ein Aspekt, der aufgrund des methodologischen Kampfes zwischen dem Oralismus und den Befürwortern der Gebärdensprache in der Gehörlosenbildung seit Jahrzehnten Gegenstand kontroverser Diskussionen ist.

## Ausbildung
Das Institut bietet eine Reihe von Studiengängen an, von denen die vierjährigen höheren Berufsausbildungsgänge für Gebärdensprachdolmetscher und niederländische Gebärdensprachlehrer die wichtigsten sind. Zu den weiteren Kursen gehören der Kurs zum Schreibdolmetscher und der Post-HBO-Lehrerausbildungskurs in NGT/Gehörlosenstudien. Das Institut verfügt außerdem über ein Lektorat, einen sogenannten Wissenszirkel für die HBO-Masterstudiengänge.
Das Institut ist das einzige Ausbildungsinstitut in den Niederlanden, das vom ministerie van Onderwijs, Cultuur en Wetenschap eine Lizenz zur Ausbildung von Gebärdensprachdolmetschern erhalten hat.
Den HBO-Masterstudiengang „Deaf Studies“ gibt es seit 2006. Dieser wird in den Niederlanden nur von IGT&D angeboten. Gleichzeitig wurde auch der HBO-Masterstudiengang für NGT-Lehrkräfte eingeführt, um NGT-Lehrkräften, die Studierende in ihrem eigenen NGT-Programm unterrichten (werden), ausreichend Erfahrung zu vermitteln.
Nach den ersten Jahren wurde im Studiengang auf die Aufnahmeprüfung und den Numerus clausus verzichtet, was zu einem deutlichen Anstieg der Studienzugänge geführt hat.
Die Studienvertretung des Studiengangs heißt Studievereniging Opleidingen Gebarentaal (SOG). Der Kurs pflegt Kontakte zum Nederlandse Beroepsvereniging Tolken Gebarentaal (NBTG).

## Berühmte Alumni
- Irma Sluis